# Léon van Schie
Léon Matteo van Schie (Den Haag, 13 april 1988) is een Nederlandse voormalig handbalspeler.

## Biografie
Van Schie begon op 5-jarige leeftijd met handbal bij Hellas. Hierna kwam Van Schie repectevielijk uit voor Hellas, E&O, Achilles Bocholt en Volendam. Met Hellas en Bocholt wist Van Schie de landstitel te halen, tevens met Bocholt en Volendam won hij de beker. Van Schie kwam tussen 2009 en 2017 in totaal 54 interlands uit voor het nationaal team waarbij 105 keer weet te scoren. Van Schie was actief bij Volendam tot einde van het seizoen 2018-2019.
In 2021 keerde van Schie tijdelijk terug als handballer bij Hellas. Dit is enkel voor enkele wedstrijden en ter voorbereiding om mee te doen met een clubteam uit Oceanië dat meedoen aan de Super Globe in Saoedi-Arabië. Met Sydney Uni behaalde Van Schie de achtste plek tijdens de IHF Super Globe.